# 紐約市城市規劃局
紐約市城市規劃局（英語：Department of City Planning ,DCP）是紐約市政府的部門，負責制定紐約市的自然和社會經濟規劃：土地使用和環境審查，制定計劃和政策，並就與土地利用相關的問題向紐約市市長、區長、紐約市議會、社區委員會和其他地方政府機構提供訊息和建議。該部門負責管理紐約市地圖的變化以及紐約市擁有的房地產，還有在紐約市購買和銷售辦公空間以及對紐約市之地標和歷史街區地位的指定。

## 組成
紐約市城市規劃局是根據1936年《紐約市憲章》成立的。它於1938年開始運作，有七名成員，所有成員均由市長任命，並負責制定總體規劃。
紐約市城市規劃局目前根據修訂後的1989年章程的條款運作，有13名成員。該部門由一名主席（由市長擔任）和其他12名成員組成，任期五年，輪流任職。市長任命主席（擔任城市規劃總監）和其他六名成員。每位區長任命一名成員。紐約市公共議政員任命一名成員。